# 503 a.C.

## Eventos
- Cônsules romanos:
  - Segundo Louis Moréri: Públio Valério Publícola (pela quarta vez) e Tito Lucrécio Tricipitino (pela segunda vez), cônsules romanos.[1][Nota 1]
  - Segundo Nicolas Lenglet Dufresnoy: Públio Postúmio Tuberto e Agripa Menênio Lanato.[2]
- Postúmio, que havia conquistado os sabinos durante seu consulado, entra em Roma, coroado com murta, estabelecendo o costume dos futuros triunfos, chamados ovações.[3]
- Artafernes nomeia Megábates, seu primo e de Dario, comandante das forças persas, e o envia a Mileto com sua frota de duzentos navios. Megábates uniu-se a Aristágoras e a força dos jônios, e navegou para Quios. Após quatro meses cercando Naxos, sem sucesso, e de uma desavença entre os líderes, eles desistem do cerco e voltam para casa.[4]
- Dario adota o calendário babilônico, um calendário lunissolar, em todo o império. Este calendário ainda é usado até hoje, como o calendário judaico.[5][Nota 2]